# Ramanadhapuram Mandai

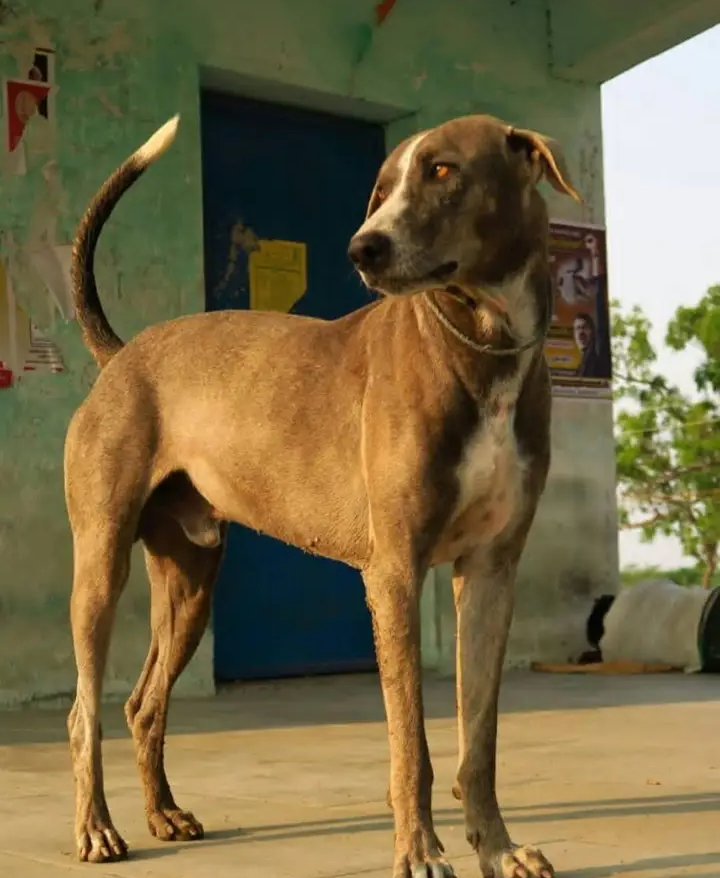
Cane Ramanathapuram Mandai

Il cane Ramanathapuram Mandai o cani Ramnad Combai o Manthai o Mandai, è una razza di cane tipica del distretto di Ramanathapuram nel Tamil Nadu. Questa razza è prevalentemente usata come cane da pastore/guardia ed anche per la caccia.

## Storia

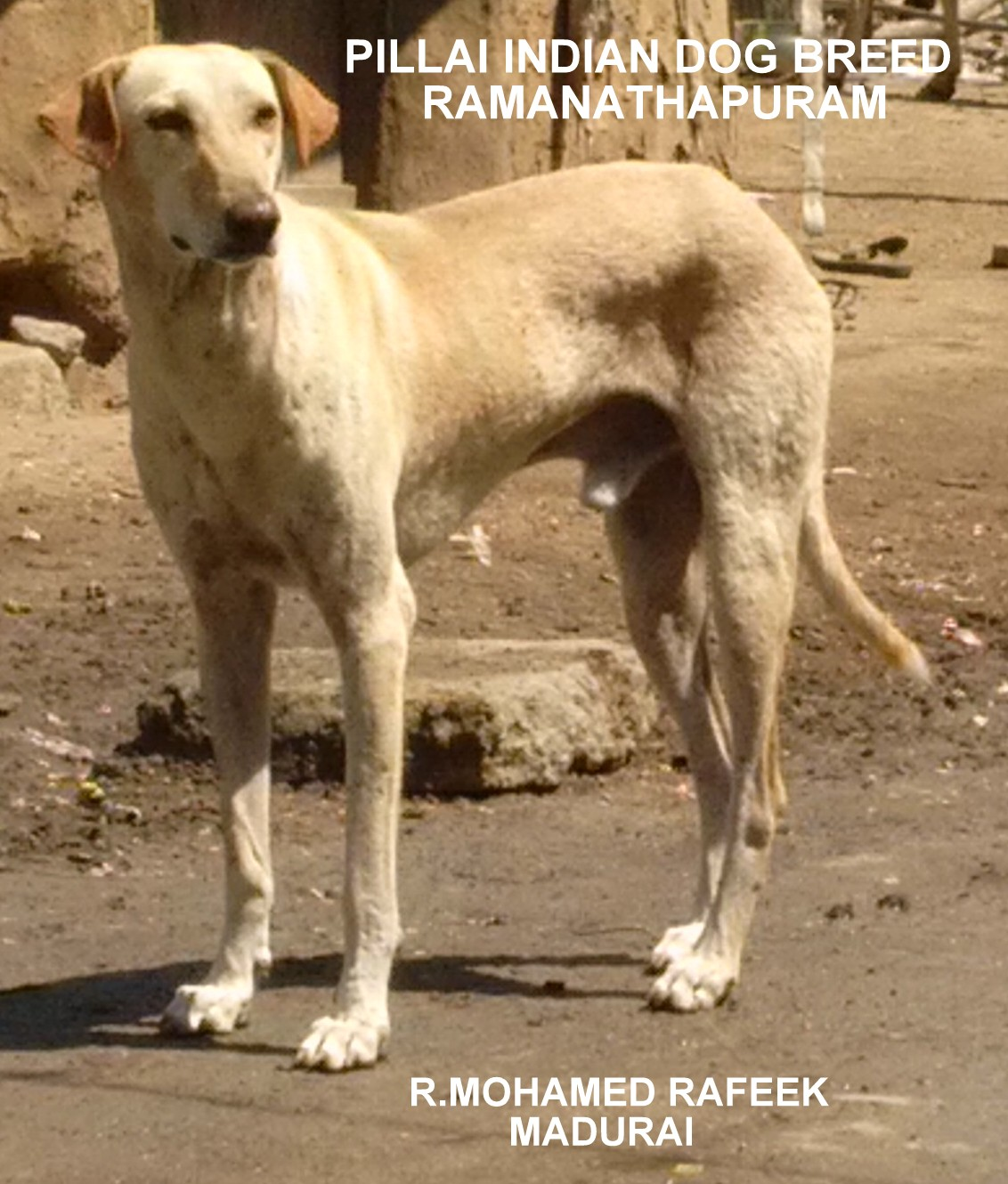
Ramanathapuram Mandai Sambal Manthai Indian dog

L'India ha circa 88 razze di cani nativi. Sei di queste razze provengono dallo stato meridionale del Tamil Nadu.
Nel distretto di Ramanathapuram in molte sculture del tempio di Ramanathapuram, si trovano sculture di questo cane, cosa che indica una lunga presenza di questo cane nel distretto. È una delle razze autoctone che sono sull'orlo dell'estinzione.
Il cane Rajapalayam Mandai fu usato, dai Palayakars nella loro guerra contro Tipu Sultan e in seguito contro gli inglesi, come cane da guerra per mordere le caviglie o i testicoli dei cavalli inglesi.

## Caratteristiche
Cane di taglia grande è alto da 66 a 76 cm, con un peso che va da 28 a 40 kg; ha un corpo e gambe grandi con ossa forti e una coda spessa. 
Ha una testa è grande, con una mascella larga, un naso smussato e spesso, un'ampia fronte curva e grandi orecchie che pendono come le orecchie di una capra. Può vivere dai 18 ai 19 anni.
Un cane Mandai puro avrà sempre zampe di colore bianco e una punta bianca nella coda e avrà anche un segno bianco sul muso dal muso alla fronte e nella parte posteriore del collo.
I colori del manto del cane sono: il sambal (color cenere), il bianco e nero, il pullimarai (toppa in bianco e nero con punti neri), il palamarai sambal (bianco con macchie di cenere), il pulicharal (colore tigrato), il pillai (fulvo), il mayilai (bianco), colore misto rosso e cenere, rosso, bianco e colore cenere, marrone chiaro e bianco, il palamarai (bianco con macchie rosse) e infine il karumsambal (miscela di colori nero e cenere), ecc.
È considerato uno dei migliori cani da guardia del subcontinente indiano; per nulla soggetto a malattie ereditarie.